# Chivhu
Chivhu, früher Fort Charter oder Enkeldoorn ist eine Stadt in Simbabwe. Sie hat 12.958 Einwohner (2012). Chivhu gehört zu den ältesten Städten in Simbabwe und ist Sitz der Verwaltung des Chikomba Distrikts. Sie war eine Hochburg der Buren.

## Geogafie
Die Stadt liegt in der Provinz Mashonaland East, sehr zentral in Zimbabwe, auf etwa 1450 m Höhe 120 km südlich von Harare.
In der Nähe von Chivhu liegt der Ngezi Recreational Park.

## Geschichte
Fort Charter war 1890 eines der ersten Forts, die nach denen in Tuli und Fort Victoria (heute Masvingo) im heutigen Simbabwe errichtet wurden. Nach anderen Quellen war sie die erste Burensiedlung im heutigen Simbabwe und wurde bereits 1850 gegründet. Bis 1897 war das Überleben der europäischen Bevölkerung vor allem der Errichtung von etwa vier Dutzend winziger, mit Sandsäcken gesicherter Forts während der Besetzung von 1890, des darauffolgenden Matabele-Kriegs von 1893 und später der Rebellionen von 1896/97 zu verdanken, die über das ganze Land verteilt waren.
Fort Charter ist eines der wenigen erhaltenen Beispiele. Lord Randolph Churchill übte in seinem 1891 verfassten Bericht über Fort Charter scharfe Kritik an dessen Verteidigungsanlagen und stellte fest, dass die meisten der das Fort bemannenden BSAP-Soldaten an Fieber erkrankt waren. Fort Charter ist auf den frühen Karten des Landes verzeichnet. Das erste Hotel wurde für den Postkutschendienst von Zeederberg, einige Kilometer weiter nördlich errichtet und von den Meikles Brothers zu Charter Estates ausgebaut.
Chivhu ist die Abkürzung von „Chivundhara“, was auf Shona „Alter Mann, der nahe der Erde ist“ bedeutet. Vermutlich gab es in Chivhu einen Häuptling, der kleinwüchsig war.

## Infrastruktur
Die Stadt liegt an einem Knotenpunkt des Straßensystems von Simbabwe und hat Abzweige in Richtung Masvingo, Gweru, Harare und Chipinge.

### Bildung
Chivhu hat mehrere Grund- und Sekundarschulen:
- Chivhu Primary School
- Chivhu High School
- Mushipe Secondary School
- Good Hope Junior School
- Liebenburg High School
- Polka Christian College
- Northwood Primary School
- St. Francis Of Assisi High School

### Medizienische Versorgung
Es gibt auch ein Krankenhaus, dass eine wichtige Rolle bei der Versorgung der regionalen Bevölkerung spielt.

## Bevölkerungsentwicklung
Bevölkerungsentwicklung
| Jahr          | Einwohner |
| ------------- | --------- |
| 1992 (Zensus) | 6909      |
| 2002 (Zensus) | 10.201    |
| 2012 (Zensus) | 12.958    |

## Söhne und Töchter der Stadt
- Alexander Kanengoni (1951–2016), ein Journalist, Novellist und Erzähler, ist in Chivhu geboren.
- Grace Mugabe (* 1964, nach anderen Quellen 1965 in Benoni), zweite Frau des ehemaligen simbabwischen Präsidenten Robert Mugabe.